# Fårevejle Kirkeby
Fårevejle Kirkeby es una localidad situada en el municipio de Odsherred, en la región de Selandia, Dinamarca. Según el censo de 2012, contaba con una población de unos 735 habitantes.
Se encuentra ubicada al noroeste de la isla de Selandia, al este del fiordo de Roskilde, junto a la costa del Kattegat, mar Báltico.